# Piłka nożna na Letniej Uniwersjadzie 2013
Piłka nożna na Letniej Uniwersjadzie 2013 została rozegrana w dniach 5 lipca  – 16 lipca 2013. Do rozdania były dwa komplety medali, po jednym w turnieju dla mężczyzn i kobiet. W turnieju męskim wystartowało 15 reprezentacji, natomiast w turnieju pań 12 reprezentacji. Obrońcą tytułu mistrzowskiego sprzed 2 lat była reprezentacja Japonii wśród mężczyzn i reprezentacja Chin wśród kobiet.

## Medaliści
| Konkurencja:                | Złoto:                | Srebro:               | Brąz:          |
| Mężczyźni                   |                       |                       |                |
| Turniej drużynowy szczegóły | Francja (BRA)         | Wielka Brytania (GBR) | Japonia (JPN)  |
| Kobiety                     |                       |                       |                |
| Turniej drużynowy szczegóły | Wielka Brytania (GBR) | Meksyk (MEX)          | Brazylia (BRA) |

## Turniej mężczyzn
| Grupa A - Rosja - Chiny - Meksyk - Irlandia | Grupa B - Japonia - Urugwaj - Ukraina - Turcja | Grupa C - Wielka Brytania - Włochy - Malezja | Grupa D - Kanada - Brazylia - Francja - Peru |

## Turniej kobiet
| Grupa A - Rosja - Korea Południowa - Chińskie Tajpej - Południowa Afryka | Grupa B - Chiny - Kanada - Meksyk - Irlandia | Grupa C - Japonia - Brazylia - Wielka Brytania - Estonia |